# Youmail
 (décembre 2023).
La mise en forme du texte ne suit pas les recommandations de Wikipédia : il faut le « wikifier ».
Les points d'amélioration suivants sont les cas les plus fréquents. Le détail des points à revoir est peut-être précisé sur la page de discussion.
- Les titres sont pré-formatés par le logiciel. Ils ne sont ni en capitales, ni en gras.
- Le texte ne doit pas être écrit en capitales (les noms de famille non plus), ni en gras, ni en italique, ni en « petit »…
- Le gras n'est utilisé que pour surligner le titre de l'article dans l'introduction, une seule fois.
- L'italique est rarement utilisé : mots en langue étrangère, titres d'œuvres, noms de bateaux, etc.
- Les citations ne sont pas en italique mais en corps de texte normal. Elles sont entourées par des guillemets français : « et ».
- Les listes à puces sont à éviter, des paragraphes rédigés étant largement préférés. Les tableaux sont à réserver à la présentation de données structurées (résultats, etc.).
- Les appels de note de bas de page (petits chiffres en exposant, introduits par l'outil «  Source ») sont à placer entre la fin de phrase et le point final[comme ça].
- Les liens internes (vers d'autres articles de Wikipédia) sont à choisir avec parcimonie. Créez des liens vers des articles approfondissant le sujet. Les termes génériques sans rapport avec le sujet sont à éviter, ainsi que les répétitions de liens vers un même terme.
- Les liens externes sont à placer uniquement dans une section « Liens externes », à la fin de l'article. Ces liens sont à choisir avec parcimonie suivant les règles définies. Si un lien sert de source à l'article, son insertion dans le texte est à faire par les notes de bas de page.
- La présentation des références doit suivre les conventions bibliographiques. Il est recommandé d'utiliser les modèles {{Ouvrage}}, {{Chapitre}}, {{Article}}, {{Lien web}} et/ou {{Bibliographie}}. Le mode d'édition visuel peut mettre en forme automatiquement les références.
- Insérer une infobox (cadre d'informations à droite) n'est pas obligatoire pour parachever la mise en page.

Pour une aide détaillée, merci de consulter Aide:Wikification.
Si vous pensez que ces points ont été résolus, vous pouvez retirer ce bandeau et améliorer la mise en forme d'un autre article.
YouMail est une entreprise basée à Irvine, en Californie, développant des services de messagerie vocale visuelle  et de blocage d'appels robots pour téléphones mobiles, disponible aux États-Unis et au Royaume-Uni. Leur application mobile de messagerie vocale remplace le service de messagerie vocale proposé par les fournisseurs de services de téléphonie mobile et offre un accès à la messagerie vocale de type messagerie Web et des transcriptions de messagerie vocale en texte. La société indexe également dans leur index (YouMail Robocall), en surveillant les modèles et comportements d'appels automatisés et en vérifiant cette activité par rapport aux numéros que ses clients bloquent ou signalent comme spam.

## Histoire
Le logiciel de messagerie vocale visuelle de la marque YouMail a été développé, déposé et commercialisé pour la première fois en 2006 par le développeur de logiciels de communication Zeacom, basé à Auckland, en Nouvelle-Zélande. À l'origine, le service a débuté comme une solution de messagerie vocale visuelle multiplateforme, avec la nouvelle fonctionnalité de messages d'accueil personnels, où les utilisateurs pouvaient créer différents messages d'accueil pour les appelants en fonction de leur identification de l'appelant entrant. Pour aider à lutter contre les appels automatisés, leur service remplace une messagerie vocale ordinaire ; à la place, il joue trois notes qui créent l'impression d'un numéro non fonctionnel pour empêcher les appels automatisés d'entrer.
YouMail a été créé en tant que service indépendant en 2007. En novembre 2007, YouMail a annoncé un partenariat avec Salient Media, pour offrir une combinaison de messages vocaux gratuits et sur abonnement.
En 2009, l'entreprise obtient son premier succès, avec la messagerie vocale visuelle pour BlackBerry. Elle a également lancé une application iPhone gratuite, considérée comme un produit d'appel pour ses services de transcription de messagerie vocale.
En 2010, la société a annoncé que YouMail était la messagerie vocale standard fournie avec tous les téléphones mobiles d'IMMIX Wireless en Pennsylvanie, Cellular One dans le centre-est de l'Illinois, Blue Wireless à New York, iSmart Mobile dans le Montana, VoicePulse dans le New Jersey et Windy City. Cellulaire à Adak, Alaska.
En 2011, la société a lancé WhoAreYou, une application pour Android qui fournit aux utilisateurs les noms des appelants et leur donne la possibilité d'ajouter des numéros spécifiques à une liste noire, supprimant ainsi les appels automatisés et les télévendeurs.
En 2012, la société comptait plus de 2,5 millions d'utilisateurs utilisant leur service. La société a également annoncé qu'elle ne ferait plus de nouvelles mises à jour pour les appareils BlackBerry.
En novembre 2015, la société a lancé le YouMail Robocall Index, pour suivre le trafic d'appels automatisés légaux et illégaux à travers les États-Unis. Le YouMail Robocall Index est un portail en ligne unique qui fournit une estimation mensuelle des volumes et des types d'appels automatisés à l'échelle nationale et pour chaque état, ville et indicatif régional spécifique. Le rapport initial indiquait à l'époque qu'un appel sur six reçus aux États-Unis était généré par une machine.
L'estimation mensuelle en cours est créée en extrapolant à partir du comportement des milliards d'appels que YouMail a gérés pour ses utilisateurs. YouMail identifie les numéros problématiques grâce à sa technologie d'empreintes audio et à l'analyse des modèles d'appels, ainsi qu'aux commentaires directs des consommateurs. À leur tour, les statistiques de l'Index ont été régulièrement citées  par la Federal Communications Commission (FCC), une organisation chargé de défendre les consommateurs. et de nombreux autres groupes comme source nationale , pour les tendances des données sur les appels automatisés.
YouMail a remporté le Gold Stevie Award des American Business Awards pour l'innovation technique de l'année  et l'application YouMail a été nommée meilleure solution de blocage d'appels automatisés du pays  lors d'un concours organisé par Geoffrey Fowler du Washington Post.

## Produits

### Applications de messagerie vocale
YouMail présente des applications de messagerie vocale visuelle conçue pour les téléphones Android  et les iPhones. L'application dispose d'une fonction de transcription automatique de la parole qui transcrit automatiquement les messages vocaux et affiche le texte à l'écran. Cela permet aux utilisateurs de recevoir leurs messages sans avoir à les écouter.
La société crée également WhoAreYou pour Android, qui améliore son application de messagerie vocale visuelle en ajoutant le blocage des appels et des SMS et des recherches inversées en temps réel sur les appels entrants et les messages SMS. L'application peut éviter les appelants automatiques en décrochant l'appel, en diffusant un message enregistré « hors service » à l'appelant et en raccrochant, faisant croire à l'appelant que la ligne a été déconnectée.
L'application de messagerie vocale visuelle de l'entreprise est préinstallée ou recommandée par des opérateurs tels que Viaero Wireless  et RedPocketMobile.

### Index des appels automatisés YouMail
La société propose également le YouMail Robocall Index, qui a annoncé en janvier 2016 que les Américains avaient reçu plus d'un milliard d'appels non sollicités ou automatisés en décembre 2015. Atlanta a été identifiée comme la région la plus touchée par les appels automatisés, Houston étant deuxième. Les appels automatisés aux États-Unis ont atteint de nouveaux sommets au cours des années qui ont suivi , ce qui a conduit le président Trump à signer une loi le 31 décembre 2019 pour contribuer à réduire le volume d'appels automatisés indésirables. En mars 2020, l’indexe a détecté un ensemble croissant d’appels automatisés tirant parti de la pandémie de COVID-19. En identifiant ces appels illégaux, YouMail a informé les opérateurs, les entreprises et les autorités, ont localisé, intercepté et puni les appelants, contribuant ainsi à mettre fin aux escroqueries liées au COVID-19 en quelques jours seulement.

### Numéros virtuels
Les numéros virtuels YouMail fournissent un deuxième numéro de téléphone, par exemple pour séparer les appels professionnels des appels personnels, tout en gardant les téléphones portables privés et protégés des appels indésirables.

### API
Les développeurs tiers utilisent l'API de YouMail pour créer des applications pour d'autres plates-formes, comme MagikMail pour Windows Phone.